# Olaria (Rio de Janeiro)

Praça Mal. Maurício Cardoso perto do Mercado Extra de Olaria.

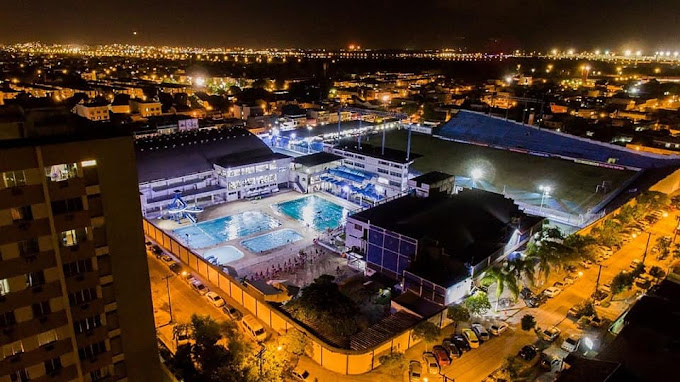
Sede social do Olaria Atlético Clube na Rua Bariri, 251.

GRES Independentes de Olaria, agremiação fundada em 2017. Hoje na Série Prata do Carnaval do Rio de Janeiro.

Estátua do Pixinguinha foi inaugurada em 2016, sendo localizada na Rua João Silva, bem pertinho da Praça Ramos Figueira, onde acontecem tradicionais encontro do gênero musical.

Carioca Iate Clube na Praia de Maria Angu antes da construção da Avenida Brasil em 1947.

A Igreja da Penha, um importante ponto de referência religiosa, está próxima da Baía de Guanabara e oferece uma vista panorâmica da região, basicamente todas pessoas que chegam pelo Aeroporto Internacional do Rio de Janeiro tem essa visão.

Complexo Militar da Marinha na Avenida Brasil.

Estação Olaria - SuperVia

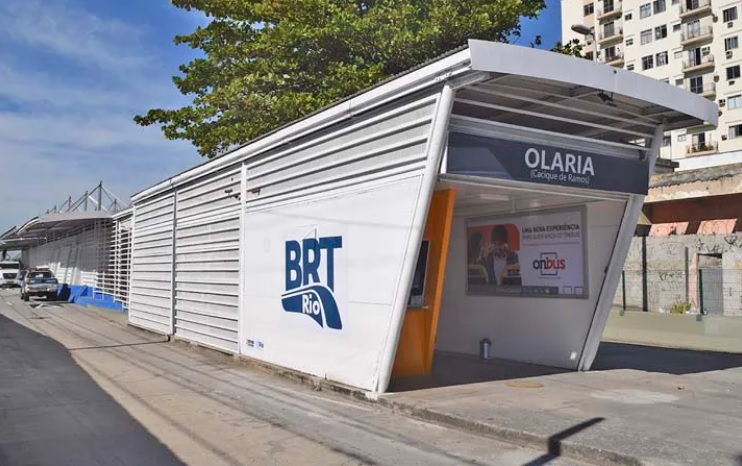
Estação Olaria - BRT Transcarioca

Estação Marinha Mercante, Olaria - BRT Transbrasil

Olaria é um bairro da Zona da Leopoldina, região histórica da Zona Norte do município do Rio de Janeiro, no Brasil. Com a sua origem populacional basicamente de imigrantes portugueses e em menor quantidade italianos.  Seu índice de desenvolvimento humano no ano 2000 era de 0,853: o 52º melhor da cidade do Rio de Janeiro. Suas ruas possuem, em geral, caráter estritamente residencial. Possui casas e prédios de bom padrão, também o Estádio da Rua Bariri, que pertence ao Olaria Atlético Clube. O bairro é margeado pelo litoral da Baía de Guanabara, tinha uma Praia chamada de Maria Angu, grande parte aterrada com a inauguração da Avenida Brasil em 1947. Atualmente o acesso é restrito aos clubes da Marinha do Brasil e Carioca Iate Clube.
Olaria é um importante reduto para preservação do choro e da cultura do Rio de Janeiro, tendo sido declarado Patrimônio Imaterial do Estado. A estátua do Pixinguinha foi inaugurada em 2016, sendo localizada na Rua João Silva,
Nos últimos anos, tem sido alvo de investimento imobiliário, com a construção de condomínios residenciais que atendem à demanda crescente por moradias na região, situado a 6 km do Aeroporto Internacional do Galeão, 11 km do Estádio do Maracanã e a 13 km do Aquário Marinho do Rio no Centro. Com um valor médio do metro quadrado em torno de R$ 4 mil, podendo variar pra mais dependendo da localização do imóvel, tem custo de vida mais baixo do que outros da Zona Norte, como a Tijuca e o Grajaú, dados da plataforma Loft. 
Nele já moraram vários personagens ilustres como Pixinguinha, Nora Ney, Joel Santana, Nelinho, Elton Medeiros, Perfeito Fortuna, Elymar Santos, Luizinho Drummond, Agatha Moreira, Iza, entre outros.
O bairro tem esse nome porque, na primeira metade do século XIX, Francisco José Pereira Rego comprou terras – entre o Caminho da Matriz, e o Morro da Penha – que pertenciam ao Engenho da Pedra. Ali instalou várias fábricas de tijolos para aproveitar o barro vermelho do solo, tornando o lugar conhecido como Região das Olarias. No final dos anos 1800, outras manufatureiras de cerâmica  ali se fixaram. Em 1886, a localidade já era conhecida como Olaria, pois a estação de trem foi inaugurada com este nome.
Outra figura importante na ocupação da região é Custódio Nunes que, em 1892, ganhou da Prefeitura uma permissão temporária para abater seis cabeças de gado, semanalmente, para abastecer seu açougue. Alugou uma parte das terras da Fazendinha da Penha para instalar um matadouro e uma área onde os bois pastavam, antes de irem para o abate.
Em 1902, Custódio Nunes convidou para sócio Quincas Leandro, um dos chefes do maior frigorífico da cidade: o São Diogo, que ficava na Praça da Bandeira. Isso facilitou a renovação da permissão temporária do matadouro e a aprovação do aumento do número de animais para abate. Com a expansão dos negócios, Custódio Nunes comprou terras da Fazenda Grande da Penha. Loteou uma parte e abriu várias ruas com o nome de familiares, como a Doutor Nunes, Filomena Nunes e Dona Carlina, entre outros logradouros.
Na mesma época, a família Rego fez o mesmo com suas terras, loteando terrenos e criando ruas como a Leopoldina Rego, Antônio Rego e João Rego. 
A outra parte das terras compradas por Custódio Nunes foi destinada ao matadouro e ao campo de pasto, área que passou a ser chamada de Invernada de Olaria (ou Campo da Boiada). Tratava-se de uma faixa localizada entre o conjunto IAPI da Penha (que só viria a ser contruído no fim da década de 1940) e as imediações da Rua Bariri, estendendo-se da linha de trem até a orla da Baía de Guanabara. A maior parte da região da Invernada só foi loteada na década de 1960, quando o matadouro, já decadente, foi finalmente desativado. É nesse loteamento que fica a sede da 4ª Coordenadoria Regional de Educação da SME.
No auge dos cinemas de rua na cidade do Rio de Janeiro, o bairro de Olaria contava com diversas salas, como Cinema Santa Helena, Cinema Rosário, Cinema Oriente, Cinema São Geraldo, entre outros. 
Faz limite com os bairros da Penha, Ramos e do Complexo do Alemão.
Está localizada, no bairro, a sede do Fórum Regional da Leopoldina, que, em 2011, inaugurou o seu novo prédio na rua Filomena Nunes, próximo ao estádio do Olaria.
Em 2017, foi fundado o Grêmio Recreativo Escola de Samba Independentes de Olaria, uma escola de samba do Rio de Janeiro, Brasil. As cores azul e branco são uma homenagem ao Olaria Atlético Clube. Sua quadra se localiza na Rua Alfredo Barcelos, n.º 711, próximo à estação de Olaria. 